# Henriette d'Entragues
Catherine Henriette de Balzac d'Entragues, född 1579, död 9 februari 1633, var mätress till Henrik IV av Frankrike 1599–1606 och 1608–1610.

## Biografi
Henriette d'Entragues var dotter till Marie Touchet, Karl IX:s mätress, och François de Balzac, seigneur d'Entragues. Hon växte upp under en tid då positionen som mätress var en eftertraktad karriärmöjlighet för adelsdamer, och hon lyckades uppnå detta mål då hon blev mätress åt Henrik IV år 1599.
Henrik IV lovade att gifta sig med henne vid sin förra mätress Gabrielle d'Estrées död 1599, men han gifte sig i stället år 1600 med Maria av Medici. Hon tog kontakt med Maria av Medicis favorit Leonora Dori och lyckades, i utbyte mot att hjälpa Dori att få tjänst som hovdam, även själv få en tjänst som vice hovdam hos drottningen, vilket gjorde att hon själv kunde bosätta sig vid hovet och få en tjänstebostad där. Det innebar att hon i praktiken blev installerad som kungens mätress. 
Kungens brutna äktenskapslöfte ledde till scener vid hovet och hämndlystnad hos d'Entragues. År 1606 deltog hon i en komplott mot kronan. Komplotten misslyckades och hon blev komprometterad, men slapp åtal.
Henriette d'Entragues förlorade sin position som mätress, men återfick den 1608. Hon samarbetade sedan med Spanien i de intriger som bedrevs vid slutet av Henrik IV:s regeringstid. 
Efter monarkens död 1610 blev Maria av Medici regent och förvisade då d'Entragues från hovet. Hon levde sedan ett tillbakadraget liv.